# Jesenice (Nyugat-prágai járás)
Jesenice település Csehországban, Nyugat-prágai járásban. Jesenice Zlatníky-Hodkovice, Vestec, Dobřejovice, Sulice, Radějovice, Herink, Prága, Psáry és Průhonice településekkel határos. Lakosainak száma 10 483 fő (2024. január 1.).

## Népesség
A település lakosságának változását az alábbi diagram mutatja:
| Lakosok száma | 1148 | 1338 | 1200 | 1301 | 1455 | 2475 | 8992 | 9448 | 9777 | 10 483 |
|               | 1869 | 1890 | 1921 | 1950 | 1980 | 2001 | 2017 | 2019 | 2022 | 2024   |